# Ronald A. DePinho

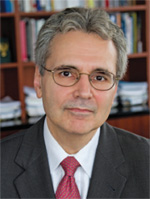
Ronald A. DePinho 2011

Ronald A. „Ron“ DePinho (* 1955 in der Bronx, New York) ist ein US-amerikanischer Krebsforscher am University of Texas MD Anderson Cancer Center.

## Leben und Wirken
DePinho studierte an der Fordham University Kunstgeschichte und Biologie (Abschluss 1977). Am Albert Einstein College of Medicine erwarb er 1981 einen M.D. als Abschluss des Medizinstudiums (mit Auszeichnung in Mikrobiologie und Immunologie). 1984 wurde er Facharzt für Innere Medizin. Als Postdoktorand arbeitete er von 1984 bis 1988 bei Matthew D. Scharff und bei Frederick Alt am Albert Einstein College of Medicine, wo er 1988 auch eine Professur erhielt. Von 1988 bei 1997 arbeitete er zusätzlich als Arzt am Jacobi Hospital in der Bronx.
Nach einer Professur an der Harvard Medical School und Tätigkeit am Dana-Farber Cancer Institute (1998–2011), ist er heute Professor für Tumorbiologie am University of Texas MD Anderson Cancer Center, dessen Präsident er von 2011 bis 2017 war.
Ronald DePinho verwendet Mäuse als Modellorganismus. Er konnte zahlreiche grundlegende Beiträge zum Verständnis der Tumorbiologie (zum Teil mit Bezügen zum Altern oder degenerativen Erkrankungen) leisten. Er konnte zeigen, dass p53 mittels Aktivierung der Apoptose bei fehlerhaftem Zellzyklus als Tumorsuppressor wirkt, und dass INK4a/ARF ein echter Tumorsuppressor ist. Außerdem klärte er Verbindungen des ARF mit dem p53-Pathway und seine Funktion beim Schutz vor Umwelt-Karzinogenen auf. Seine Arbeiten zur Telomerase konnten beleuchten, warum Alter so ein starkes Karzinogen ist, und ebeneten dem Einsatz von Telomerase-Inhibitoren als Krebsmedikamenten den Weg. DePinho etablierte darüber hinaus das Modell der tumor maintenance (Tumor-Erhaltung).
DePinho hat (Stand Dezember 2018) einen h-Index von 162. Er ist verheiratet und hat drei Kinder.

## Auszeichnungen (Auswahl)
- 2002 ASCI Award der American Society for Clinical Investigation[3]
- 2004 Mitglied des Institute of Medicine
- 2007 Harvey Lecture[4]
- 2009 Szent-Györgyi Prize der National Foundation for Cancer Research[5]
- 2010 Mitglied der American Academy of Arts and Sciences[6]
- 2012 Mitglied der National Academy of Sciences[7]
- 2014 Fellow der American Association for the Advancement of Science